# Edificio Banco de Vigo
El Edificio del Banco de Vigo, hoy Edificio del Banco Pastor es una construcción monumental de 1923 diseñada por el arquitecto Manuel Gómez Román en una de las esquinas más céntricas de la ciudad de Vigo, haciendo chaflán entre la calle Policarpo Sanz y Colón. Hoy es la sede del Banco Pastor y de la Fundación Pedro Barrié de la Maza. Es uno de los edificios más emblemáticos de la ciudad.

## Historia
El edificio, la obra más ambiciosa del sonado arquitecto gallego Manuel Gómez Román, comenzó a construirse en 1919. Las obras remataron en 1923. En la obra colaboró el maestro cantero José Araujo Pérez, uno de los fundadores del socialismo en Vigo y organizador de la Sociedad de Canteros, empleando perpiaño del mejor granito de la cantera de Castrelos (granito grueso y con mucho cuarzo de difícil trabajo), como muchos otros edificios singulares de la ciudad como el allegado Cine Fraga.
Primero fue la sede del desaparecido Banco de Vigo, después acogió las oficinas de la Caja de Ahorros Municipal de Vigo y después la sede del Banco Pastor.

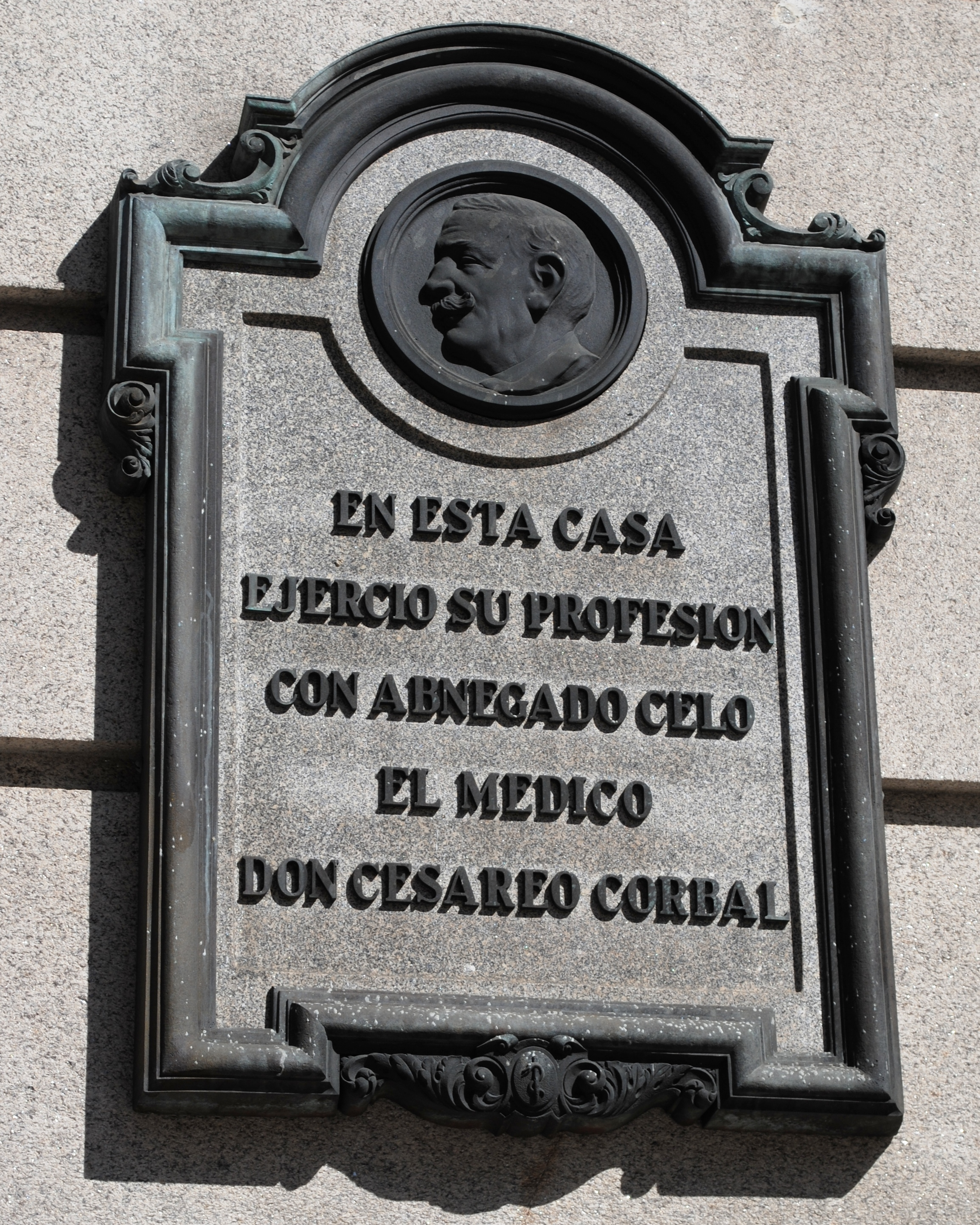
Placa sobre el doctor Cesáreo Corbal en la fachada el edificio.

## Descripción y estilo
De estilo ecléctico, las fachadas son de cantería de granito y se ordenan verticalmente mediante un cuerpo base en la planta bajo, pilastras en el tramo superior y una última planta que actúa como entabladura. A su vez, cada una de estas partes está enmarcada por una moldura horizontal.
En esta obra Gómez Román se muestra más academicista y ecléctico, con toques modernistas y secesionistas en algunos elementos, como las guirnaldas verticales y cubos con enfeites de hojas de laurel con frutos e hitas, boquetes en las piedras, ornamentación floral, elevadas formas prismáticas que superan la línea de la cornisa y se enfeitan con coronas etc. La planta baja es clasicista y cuenta con grandes vanos entre columnas con base, fuste con sortijas, chapitel toscano y arquitrabe. Las dos entradas al edificio quedan en su respectivo cuerpo que sobresale de la línea de la cornisa, una en el chaflán (la actual entrada al Banco Pastor), y a otra en la calle Policarpo Sanz (entrada a la Fundación Pedro Barrié de la Maza). El edificio remata en un beso con cúpula en el chaflán, que acentúan su verticalidad, mientras que las molduras voladas y la cornisa le dan horizontalidad a la construcción. La cabeza de Hermes, dios del comercio, aparece en la falsa clave del arco de medio punto del gran vano del chaflán. En la cresta, arriba de cinco piares aparecen cinco figuras que representan los cinco continentes. También destaca la integración del hierro como elemento decorativo en las verjas de las puertas y ventanas del andar bajo y en los pretiles de los balcones.